# هانس ديل
هانس ديل هو رسام ألماني، ولد في 13 مارس 1877 في بيرمازنز في ألمانيا، وتوفي في 22 ديسمبر 1946 في فيينا في النمسا.